# Ольюль
Олью́ль (фр. Ollioules) — коммуна на юго-востоке Франции в регионе Прованс — Альпы — Лазурный берег, департамент Вар, округ Тулон, кантон Ольюль.
Площадь коммуны — 19,89 км², население — 13 400 человек (2006) с тенденцией к стабилизации: 13 267 человек (2012), плотность населения — 667,0 чел/км².

## Население
Население коммуны в 2011 году составляло — 13 023 человека, а в 2012 году — 13 267 человек.
| 1962 | 1968 | 1975 | 1982 | 1990   | 1999   | 2006   | 2011   | 2012   |
| ---- | ---- | ---- | ---- | ------ | ------ | ------ | ------ | ------ |
| 6959 | 7803 | 8786 | 9242 | 10 398 | 12 198 | 13 400 | 13 023 | 13 267 |

Динамика населения:

## Экономика
В 2010 году из 8264 человек трудоспособного возраста (от 15 до 64 лет) 5793 были экономически активными, 2471 — неактивными (показатель активности 70,1 %, в 1999 году — 65,6 %). Из 5793 активных трудоспособных жителей работали 5064 человека (2656 мужчин и 2408 женщин), 729 числились безработными (398 мужчин и 331 женщина). Среди 2471 трудоспособных неактивных граждан 802 были учениками либо студентами, 797 — пенсионерами, а ещё 872 — были неактивны в силу других причин.
На протяжении 2010 года в коммуне числилось 5398 облагаемых налогом домохозяйств, в которых проживало 13 149,5 человек. При этом медиана доходов составила 20 тысяч 168 евро на одного налогоплательщика.

## Достопримечательности (фотогалерея)
- Колокольня церкви Сент-Лорен
- Фасад доходного дома
- Мост